# شاه‌مرغ سربزرگ
شاه‌مرغ سربزرگ (نام علمی: Tyrannus caudifasciatus) نام یک گونه از سرده شاه‌مرغ است.

## نگارخانه

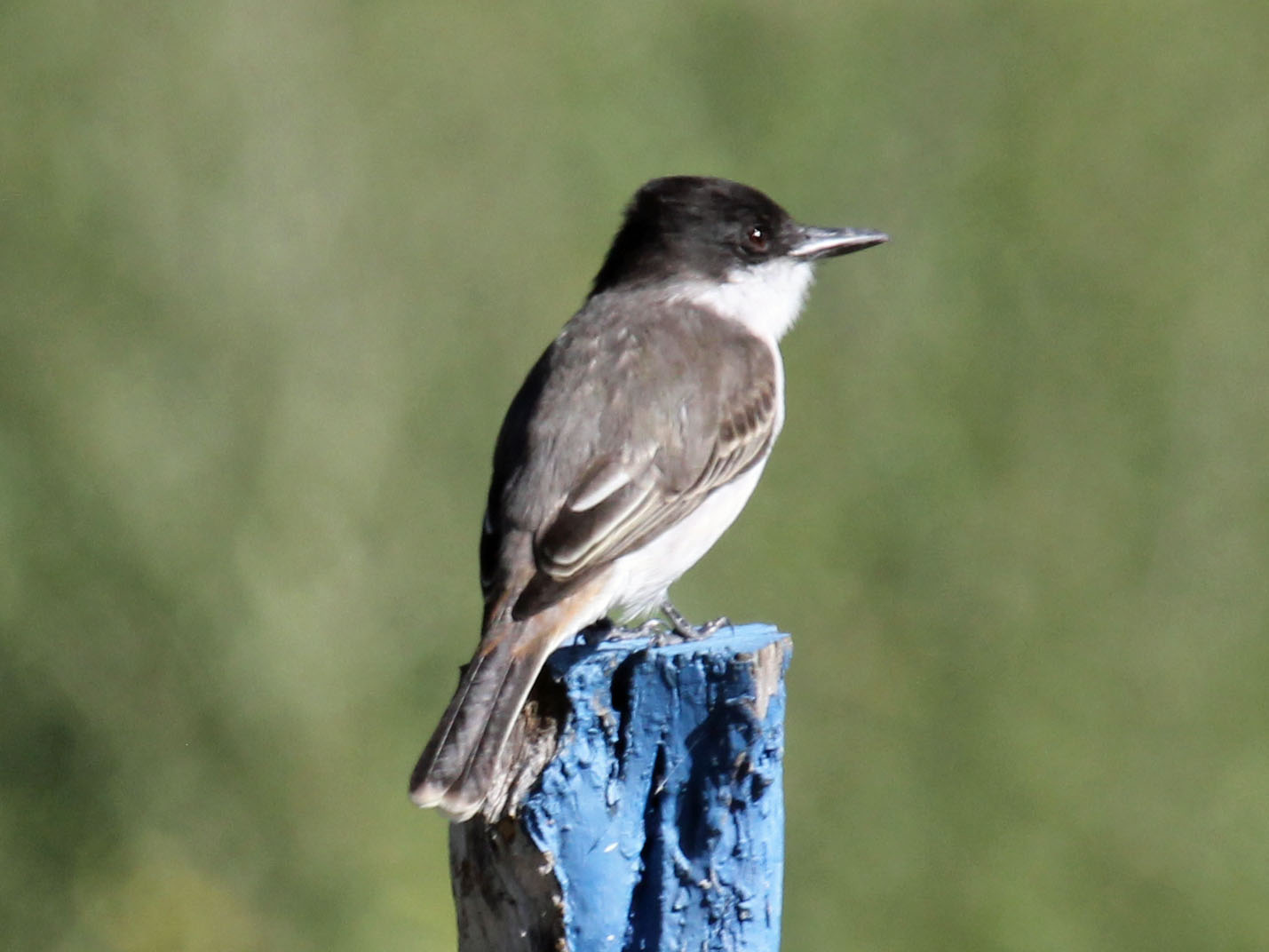
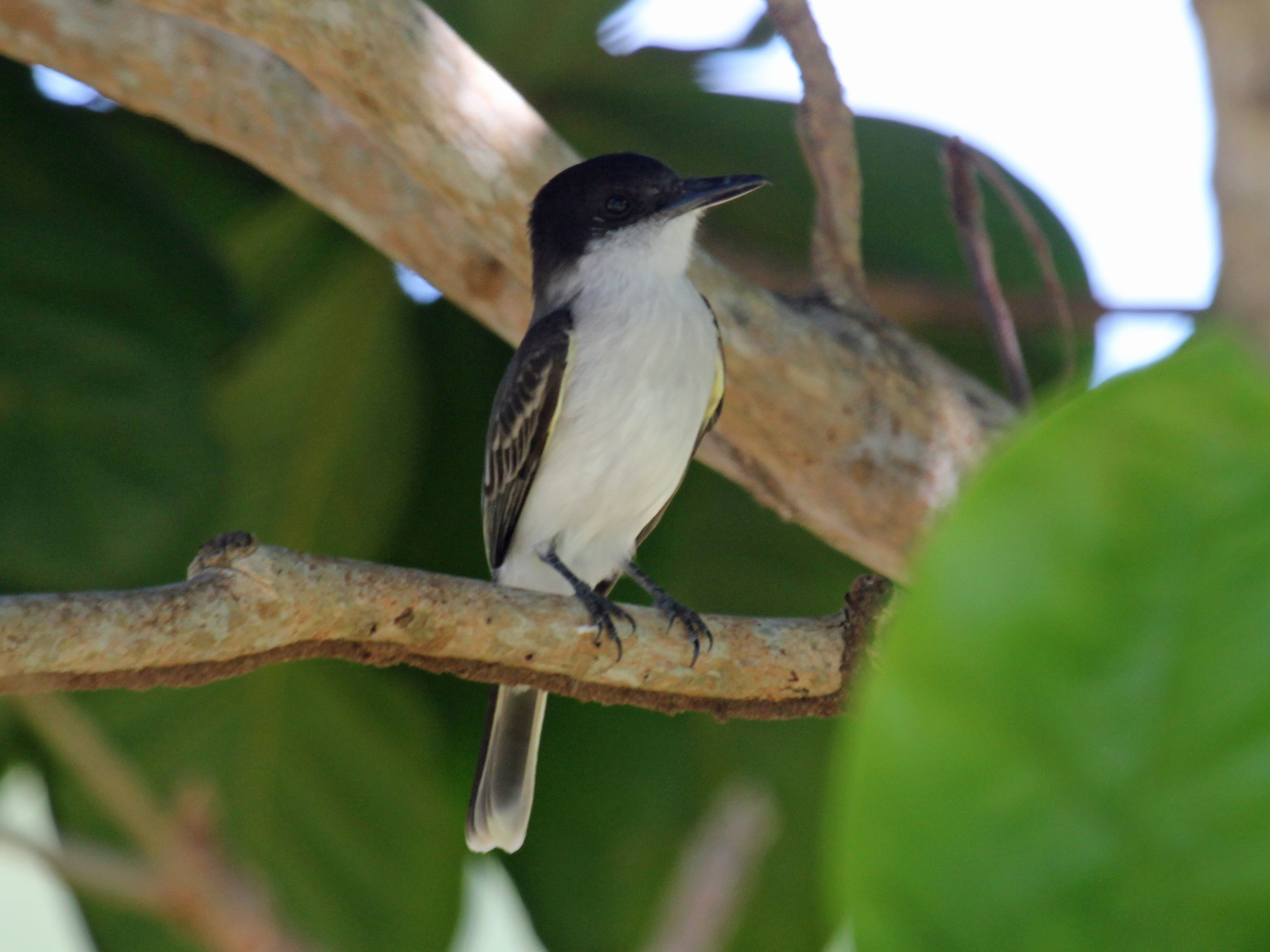
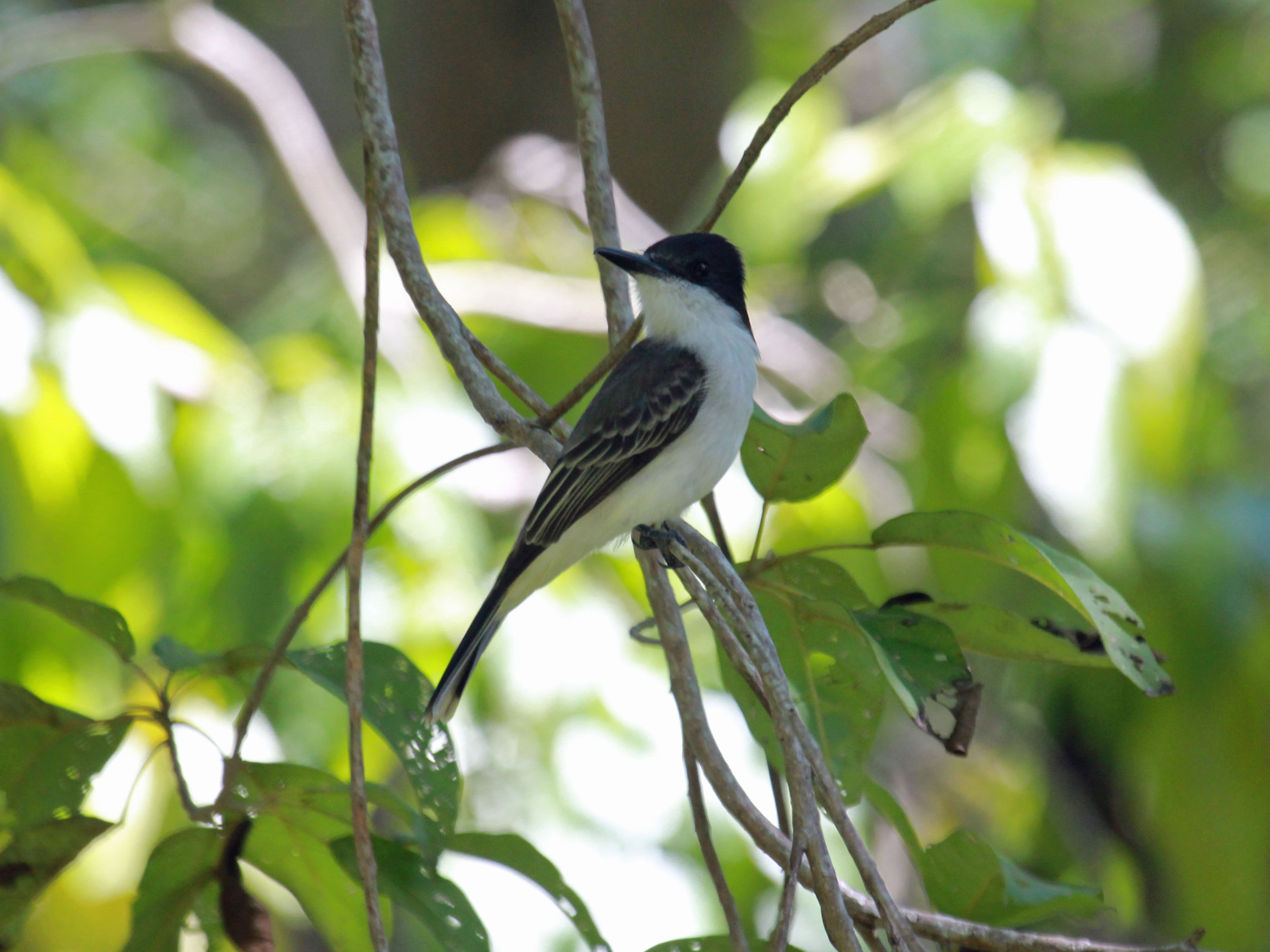